# 小行星8620
小行星8620（英語：8620）是一颗围绕太阳公转的小行星。1981年3月2日，舒爾特·巴斯在赛丁泉山发现了此天体。
这颗小行星的绝对星等为323.9510723953475等。